# Ламберленд (Нью-Йорк)
Ламберленд (англ. Lumberland) — місто (англ. town) в США, в окрузі Салліван штату Нью-Йорк. Населення — 2243 особи (2020), а 9,9 % з яких були українцями.
У місті є сільська громада в південно-західній частині графства.

## Історія
Місто було утворене в 1798 році з міста Мамакінг, але згодом було зведено до інших міст в 1807 і 1809 роках. Місто було розділено в 1853 році на три частини: Лумберленд, Хайленд і Туштен.
Ломберленд у своїй нинішній формі почав розвиватись, коли в 1828 році відкрився Делаверський і Гадзонський канал. Цей канал допоміг транспортувати антрацитне вугілля із шахт північно-східної Пенсильванії на перспективні ринки великих міст. Поселення, які з'явилися вздовж каналу, включали Понд Едді, Лицарі Едді, Красиві Едді та Монгауп. Коли канал був закритий через появу залізниць на території Пенсильванії з боку штату Делавер, його місце було перетворено в поточний маршрут 97 штату Нью-Йорк у 1930-х роках.
Понд Едді-Брідж був зарахований до Національного реєстру історичних місць США в 1988 році.

## Географія
Південно-заходну частину міста окреслює річка Делавер, кордон із штатом Пенсільванія. На сході міста знаходиться межа округу Орандж, штату Нью-Йорк. На півночі Ламберленд межує з містом Форестбург, а на заході — з містом Гайленд.
Ця територія зберегла свою сільську характеристику, будучи переважно житловою, з мінімальною комерційною діяльністю. У Глен-спей є одна автозаправка, а в Лумберленді навіть немає світлофорів.
Ламберленд розташований серед мальовничих і рекреаційних річок Верхнього Делавера. Висота становить від 600 футів біля річки Делавер до більш ніж 1300 футів над рівнем моря на скелях з видом на Делавер і на гори Катскілл, які починаються в північній частині міста. Місцевість в значній мірі гірська і лісиста. Більшістю жителів, оселившись ближче до основних магістралей, таких як Нью-Йорк маршрут 97 (Верхній Делавер Сінік Байуей).
Річки і струмки рясніють Ламберленді. Річка Делавер широко доступна через рафтингові компаній, які організовують одноденні поїздки і які мають кемпінги, розташовані вздовж річки.  Струмок Мілл Брук проходить з півночі на південь від колонії Шварцвальд, через ставок Едді в улоговині до штату Делавер в готелі Mill Brook Inn. Річка Монгауп йде з річкового водоймища на південь в штат Делавер в лінії Оранж Каунті.
За даними Бюро перепису населення США, місто має загальну площу 49,6 квадратних милі (128 кв. км.), з яких, 2,6 квадратних милі (6,7 кв. км.) або 5.30 % покриті водою.

### Поселення поблизу Ламберленду
- Чорний ліс — це приватне співтовариство в Глен Спей від Холлоу-Роуд, на північ від ставка вихровий.
- Глен Спей — село неподалік від центру міста.
- Красунчик Едді — село на Заході міста, на північному березі річки Делавер.
- Лицарі Едді — село на річці Делавер на півдні міста, на схід від ставка вихровий.
- Могікан озеро — це озеро в північно-західній частині міста.
- Могікан озеро — село на західному березі озера Могікан.
- Монгауп — село в південно-східній частині міста Делавер і  річки Монгауп.
- Ставок Едді — село на північному березі річки Делавер. Також Понд Едді-Бридж також знаходиться тут.
- Ріо водосховище — це водосховище на сході міста.
- Верхній Монгауп — село на сході міста.

## Демографія

### Перепис 2010
Згідно з переписом 2010 року, у місті мешкало 2468 осіб у 967 домогосподарствах у складі 646 родин. Було 1630 помешкань
Расовий склад населення:
| - 94,4 % — білих - 1,5 % — чорних або афроамериканців - 0,9 % — азіатів - 0,2 % — корінних американців - 1,3 % — осіб інших рас |

До двох чи більше рас належало 1,7 %. Частка іспаномовних становила 5,1 % від усіх жителів.
За віковим діапазоном населення розподілялося таким чином: 22,1 % — особи молодші 18 років, 62,1 % — особи у віці 18—64 років, 15,8 % — особи у віці 65 років та старші. Медіана віку мешканця становила 42,9 року. На 100 осіб жіночої статі у місті припадало 100,5 чоловіків; на 100 жінок у віці від 18 років та старших — 100,6 чоловіків також старших 18 років.
Середній дохід на одне домашнє господарство становив 81 241 долар США (медіана — 71 682), а середній дохід на одну сім'ю — 84 524 долари (медіана — 75 189). Медіана доходів становила 63 594 долари для чоловіків та 39 779 доларів для жінок. За межею бідності перебувало 11,6 % осіб, у тому числі 12,1 % дітей у віці до 18 років та 1,1 % осіб у віці 65 років та старших.
Цивільне працевлаштоване населення становило 1026 осіб. Основні галузі зайнятості: освіта, охорона здоров'я та соціальна допомога — 26,1 %, публічна адміністрація — 13,8 %, роздрібна торгівля — 10,8 %, будівництво — 9,3 %.

### Перепис 2000
2000 року в місті проживало 1 939 людей, 781 сімей та 538 сімей, які проживають в місті. Густота населення становила 41,2 чоловік на квадратну милю (15.9/км²). В місті налічувалось 1 419 одиниць житла при середній щільності 30.2 на квадратну милю (11.7/км²).
У місті проживали 781 сімей, з яких 32,5 % мали дітей у віці до 18 років, які проживають з ними, 58.6 % були подружніми парами, які живуть разом, 7.6 % сімейних жінок проживали без чоловіків, і 31,1 % не мали сімей. 27,4 % всіх домогосподарств складаються з окремих осіб, а також 13.3 % хоч один у віці 65 років або старше. Середній розмір домогосподарства був 2.48 і середній розмір родини  3.02 людини.
У місті населення було поширене з 25.6 % у віці до 18 років, 4.4 % від 18 до 24 років, 28,0 % — від 25 до 44, 24.3 % від 45 до 64 років і 17,7 %, хто було 65 років або старше. Середній вік становив 41 рік. На кожні 100 жінок були 93.1 чоловіків. На кожні 100 жінок віком 18 років і старше припадало 95.1 чоловіків.
Середній дохід на одне домашнє господарство в місті становив $42,625, а середній дохід на одну сім'ю — $45,100. Чоловіки мали середній дохід від $38,080 проти $27,222 для жінок. Дохід на душу населення в місті склав $19,665. Близько 8,7 % сімей та 11,7 % населення були нижче межі бідності, включаючи 15.0 % тих, хто був віком 18 та 9,9 % — у віці 65 років і старше.

## Табір
Табір раму у Глен Спей був розташований в Ламберленді за 2 милі (3,2 км) від річки Делавер. Він був відкритий в 1967 році і закритий в 1971 році. 16 червня 1976 року спалахнула пожежа на кухні та в обідньому залі, що привело до руйнувань багатьох будівель. Пожежні Ламберленда запалили весь табір в 1982 році для тренування, щоб забезпечити безпеку і цілісність міст людей навколо їх.
Табори існують в даний час, як рафтингові компаній вздовж річки Делавер в лицарі Едді і ставок Едді. Є також табір «Сімха», який призначений для дітей з обмеженими можливостями.

## Популярна культура
Нещодавно Ламберленд став координаційним центром випробувань продукції для кращої компанії.
Він був також предметом пісні «Улюбленці Ламберленд» в альбомі Наноботи 2013 альтернативної рок-групи «Вони могли б бути гігантами».